# Robbie Brenner
Robbie Brenner (verm. * 1971) ist eine US-amerikanische Filmproduzentin.

## Leben
Brenner besuchte die Tisch School of the Arts in New York City und studierte dort Film. Ihre Karriere begann bei Miramax Films als Produktions- und Entwicklungsleiterin. Während ihrer acht Jahre bei Miramax stieg sie zur Vizepräsidentin auf und produzierte zahlreiche Filme. 2004 verließ sie Miramax und diente zwei Jahre als Führungskraft bei 20th Century Fox. Nach ihrer Zeit bei Fox war Brenner bei Davis Entertainment tätig. Am 5. November 2009 wurde bekanntgegeben, dass sie ab sofort als President of Production von Relativity Media arbeiten werde. Die Zeitschrift Hollywood Reporter setzte Brenner 2012 auf Platz 96 in der Liste der 100 einflussreichsten Frauen in der Unterhaltungsbranche.

Ihr bisher erfolgreichster Film war 2013 Dallas Buyers Club, für welchen sie erstmals für einen Oscar nominiert wurde.
Brenner ist verheiratet und Mutter zweier Mädchen.

## Filmografie (Auswahl)
als Produzentin
- 2004: Haven
- 2008: Deception – Tödliche Versuchung (Deception)
- 2009: A Perfect Getaway
- 2011: Machine Gun Preacher
- 2013: Escape Plan
- 2013: Dallas Buyers Club
- 2017: The Tribes of Palos Verdes
- 2018: Burden
- 2018: Escape Plan 2: Hades
- 2019: Escape Plan: The Extractors
- 2022: Call Jane
- 2023: Barbie

als ausführende Produzentin
- 2001: Weil es Dich gibt (Serendipity)
- 2001: On the Line
- 2003: Flight Girls
- 2007: Aliens vs. Predator 2 (AVPR: Aliens vs Predator – Requiem)
- 2011: Kein Mittel gegen Liebe (A Little Bit of Heaven)
- 2011: Krieg der Götter (Immortals)
- 2012: Spieglein Spieglein – Die wirklich wahre Geschichte von Schneewittchen (Mirror Mirror)
- 2013: 21 & Over
- 2013: Auge um Auge (Out of the Furnace)
- 2020: The Night Clerk – Ich kann dich sehen (The Night Clerk)

als Produktionspräsidentin
- 1991: Evil Dead - Die Saat des Bösen (Evil Dead)
- 1996: Bullet – Auge um Auge (Bullet)
- 2010: Catfish
- 2010: The Fighter
- 2011: Ohne Limit (Limitless)
- 2011: Haywire
- 2012: Spieglein Spieglein – Die wirklich wahre Geschichte von Schneewittchen (Mirror Mirror)
- 2013: Movie 43
- 2013: 21 & Over

## Auszeichnungen
- 2014: Producers Guild of America Award: Nominierung in der Kategorie Bester Produzent für einen Kinofilm für Dallas Buyers Club
- 2014: Oscar: Nominierung in der Kategorie Bester Film für Dallas Buyers Club
- 2024: Oscar: Nominierung in der Kategorie Bester Film für Barbie